# گرگ نوجوان (فیلم ۲۰۲۳)
گرگینه نوجوان: فیلم (به انگلیسی: Teen Wolf: The Movie) یک فیلم اکشن و فانتزی آمریکایی محصول سال ۲۰۲۳ به کارگردانی راسل مالکهی و نویسندگی جف دیویس است. این فیلم پنجمین قسمت از مجموعه اصلی است و ادامه سریال گرگینه نوجوان (۲۰۱۱–۲۰۱۷) می‌باشد. این فیلم شامل اکثر بازیگرانی است که نقش‌هایشان را تکرار می‌کنند، از جمله تایلر پوزی، کریستال رید، تایلر هوچلین، هالند رودن، کولتون هاینز، شلی هنیگ، دیلن اسپری‌بری، لیندن اشبی، ملیسا پونزیو و جی آر بورن. این فیلم گرگینه اسکات مک‌کال (پوزی) را دنبال می‌کند که از شهر خود در کالیفرنیا در برابر یک تهدید قدیمی محافظت می‌کند.
فیلمبرداری در ۲۱ مارس ۲۰۲۲ آغاز شد و در ۱۷ می به پایان رسید. این فیلم در ۲۶ ژانویه ۲۰۲۳ در پارامونت پلاس منتشر شد.

## بازخوردها
در وب‌سایت جمع‌آوری نقد راتن تومیتوز از نظرات ۲۵ منتقد، با میانگین امتیاز ۵٫۱/۱۰ مثبت هستند. اجماع این وب‌سایت می‌گوید: «بازیگران بازگشته‌اند، اما نوستالژی نمی‌تواند گرگینه نوجوان را نجات دهد. در متاکریتیک بر اساس ۷ منتقد، میانگین وزنی ۵۱ از ۱۰۰ را به فیلم داد. از جمله «بررسی‌های ترکیبی یا متوسط». این فیلم رکوردهای پارامونت پلاس را به عنوان پربیننده‌ترین فیلم اصلی در اولین روز اکرانش شکست. در جوایز فیلم و تلویزیون ام‌تی‌وی ۲۰۲۳، گرگینه نوجوان: فیلم نامزد بهترین گروه بازیگران شد.